# Aber-Wrac'h
El Aber-Wrac'h es un río costero bretón, que en su parte baja se convierte en un aber que desemboca en el Mar Céltico. Es el más importante y más al norte de la Costa de los Aber (que reúne los Aber-Wrac'h, Aber-Benoît y Aber-Ildut) ubicada en el Pays de Léon en la parte Noroeste del Finisterre en Bretaña (Francia).

## Toponimia
La palabra "Aber" proviene del bretón aber que se puede traducir en español por ría. 
La palabra "Wrac'h" tendría por origen el antiguo nombre de la parte occidental del país de Léon, el país de "Ac'h" pero este origen no es seguro.

## Geografía

### El Aber
Las fuentes del Aber-Wrac'h se ubican entre Trémaouézan, Saint-Thonan y en Ploudaniel en Lestréonec. La longitud del río es de 33,3 km y atraviesa las comunas de Ploudaniel, Le Folgoët, Lannilis y Plouguerneau. La mayor parte del río está compuesto por ría o aber que desemboca en un largo estuario entre la península de Sainte Marguerite(Landéda) y el Faro de Isla Virgen donde se encuentran varias islas.

### Las islas del Aber-Wrac'h
También son llamadas archipiélago de las islas de Lilia (Lilia es un pueblo de Plouguerneau).
- Isla Cézon y su fuerte
- Isla Wrac'h y su faro
- isla Stagadon
- Isla de Erch
- Isla de la Cruz